# Tilka Paljk
Tilka Paljk, née le 18 février 1997 à Postojna, est une nageuse zambienne.

## Carrière
Elle est médaillée de bronze du 50 mètres brasse aux Championnats d'Afrique de natation 2018 à Alger ainsi qu'aux Jeux africains de 2019.
Elle est désignée porte-drapeau de la délégation zambienne lors de la cérémonie d'ouverture des Jeux olympiques d'été de 2020.